# گردان‌های شهدای الاقصی
گردان‌های شهدای الاقصی (به عربی: كتائب شهداء الأقصى)، شاخهٔ نظامی جنبش فتح است که یکی از پیشگامان انتفاضه بود.
این گردان از ده‌ها گروه مسلح در کرانه باختری و غزه تشکیل شده که رهبری آنها را رهبران محلی برعهده دارند و تحت امر سازمان مرکزی نیستند.
در پی مرگ یاسر عرفات این گروه اعلام کرد زین پس عملیات‌های خود را به نام گردان شهید یاسر عرفات انجام خواهد داد.
نیروهای واحد ویژه ارتش اسرائیل در ۱۵ فروردین ۱۳۸۶، جهاد ابوهنیه، رهبر گردان شهدای الاقصی را در شهر اریحا در کرانه باختری ربودند.

## اعضای گردان شهدای الاقصی
- نائف ابوشراح
- ذکریا زوبیدی
- فادی کفیشا
- خالد ابو هلال